# エドソン
エドソン（英: Edson）は、カナダのアルバータ州中部、イエローヘッド郡の町。エドモントンからは約192km西にありアルバータ州道47号線と10km東で交差するイエローヘッド・ハイウェイ沿いにある。

## 歴史
当初はヘザーウッド（Heatherwood）と呼ばれていたこの町は、1911年にグランド・トランク太平洋鉄道（Grand Trunk Pacific Railway）(GTPR)の副社長だったエドソン・チェンバレン（Edson Joseph Chamberlin）を顕彰し改名された。鉄道の衰退とともに町も衰退の一途をたどったが、州道16号線の改修とともに交通量が増し、現在ではイエローヘッド・ハイウェイがアルバータ州内で最も交通量の多い路線となり、トランスカナダハイウェイに次ぐ主要幹線となっている。
1970年代に石炭産業が活気づき、1980年代には製粉業と林業の企業が創業、今日まで操業が続いている。2023年の大規模森林火災ではエドソンは避難指示が出され、その後まもなく続いて洪水で非常事態となった。